# Galium linearifolium
Galium linearifolium là một loài thực vật có hoa trong họ Thiến thảo. Loài này được Turcz. mô tả khoa học đầu tiên năm 1837.